# Distretto di Jenaro Herrera
Il distretto di Jenaro Herrera è uno degli undici distretti della provincia di Requena, in Perù. Si trova nella regione di Loreto e si estende su una superficie di 1.517,43 chilometri quadrati.
Istituito il 19 ottobre 1993, ha per capitale la città di Jenaro Herrera.